# Lycopodioides minus
Lycopodioides minus là một loài dương xỉ trong họ Selaginellaceae. Loài này được Dill. mô tả khoa học đầu tiên năm 1741.
Danh pháp khoa học của loài này chưa được làm sáng tỏ. 